# 弗拉特 (阿拉斯加州)
弗拉特（英語：Flat）是位於美國阿拉斯加州育空-科尤庫克人口普查區的一個人口普查指定地區。根據2010年美國人口普查，該地共人口0人，而該地的面積約為417.20平方千米。

## 地理
弗拉特的座標為62°27′15″N 158°00′30″W / 62.45417°N 158.00833°W，而該地的平均海拔高度為89米（即292英尺）。